# Heather Burns
Heather Burns (Chicago, Illinois, 1975. április 7. –) amerikai színésznő.
Emlékezetesebb alakítása volt Cheryl Frasier, Miss Rhode Island a Beépített szépség (2000) és a Beépített szépség 2. – Csábítunk és védünk (2005) című akcióvígjátékokban. Egyéb filmjei A szerelem hálójában (1998), a Két hét múlva örökké (2002) és a Földre szállt boszorkány (2005).

## Fiatalkora
Heather szülei Jim és Marty Burns. Van egy testvére is, Jimmy. 
Az Evanston Township High School-ban végezte középiskolai tanulmányait, majd a New York-i Atlantic Theatre Company egyetemre járt, ahol drámát tanult.

## Pályafutása
1996-ban tűnt fel először a One Life to Live című televíziós sorozatban. 1998-ban az Esküdt ellenségek című sorozatban vállalt epizódszerepet Még ugyanabban az évben debütált egy kisebb szerepben a mozivásznon, A szerelem hálójában című filmben, melyben együtt játszott Meg Ryannel és Tom Hanksszel. 
Az ismertséget a Beépített szépség (2000) című akcióvígjáték hozta meg számára, ebben Cheryl Frasiert, azaz Miss Rhode Island-et, az egyik szépségversenyen induló lányt alakította. Burns és Sandra Bullock közt olyan jó volt az összhang, hogy még két filmben játszottak együtt: 2002-ben a Két hét múlva örökké című romantikus vígjátékban, majd 2005-ben a Beépített szépség második részében.
2005-ben a Földre szállt boszorkányban Nicole Kidman mellett tűnt fel. Főszereplőként az Író és kamuhős című vígjátéksorozat 18 epizódjában szerepelt 2009 és 2011 között. A 2013-as Mennyei tippek című Anne Heche vígjátéksorozat nyolc epizódjában ő volt Jenna Dennings. A Sherlock és Watson című bűnügyi sorozat egyik 2013-as részében is feltűnt. A Rejtjelek négy részében játszotta Kathy Gustafson-t (azaz Electrát), 2017-2020 között. 2020-ban A politikus című Netflix-sorozatban kivívta a kritikusok elismerését.

## Magánélete
Férjét, a szintén színész Ajay Naidu-t a középiskolában ismerte meg. Egy gyermekük született.

## Filmográfia

### Film
| Év   | Magyar cím                                 | Eredeti cím                             | Szerep             | Magyar hang      |
| ---- | ------------------------------------------ | --------------------------------------- | ------------------ | ---------------- |
| 1998 | A szerelem hálójában                       | You've Got Mail                         | Christina Plutzker | Huszárik Kata    |
| 2000 |                                            | You Are Here*                           | Lydia              |                  |
| 2000 | Beépített szépség                          | Miss Congeniality                       | Cheryl Frasier     | Roatis Andrea    |
| 2002 | Két hét múlva örökké                       | Two Weeks Notice                        | Meryl Brooks       | Balázsovits Edit |
| 2003 |                                            | Kill the Poor                           | Scarlet            |                  |
| 2005 |                                            | Perception                              | Ramona             |                  |
| 2005 | Beépített szépség 2. – Csábítunk és védünk | Miss Congeniality 2: Armed and Fabulous | Cheryl Frasier     | Roatis Andrea    |
| 2005 | Földre szállt boszorkány                   | Bewitched                               | Nina               | Pálfi Kata       |
| 2005 | Ráktanya eladó                             | Brooklyn Lobster                        | Kerry Miller       |                  |
| 2006 | Esküvő, rock, haverok                      | The Groomsmen                           | Jules              | Mezei Kitty      |
| 2007 |                                            | Watching the Detectives                 | Denise             |                  |
| 2008 | Fulladás                                   | Choke                                   | Gwen               |                  |
| 2009 | Szép kis szakítás                          | Breaking Upwards                        | Hannah             |                  |
| 2010 |                                            | Ashes                                   | Jasmine            |                  |
| 2010 |                                            | Weakness                                | Julia              |                  |
| 2011 |                                            | Valley of the Sun                       | Betsy              |                  |
| 2011 | Számos pasas                               | What's Your Number?                     | Eileen             | Huszárik Kata    |
| 2012 |                                            | The Fitzgerald family Christmas         | Erin Fitzgerald    |                  |
| 2016 | A régi város                               | Manchester by the Sea                   | Jill               | Tarr Judit       |
| 2016 | New Jersey nagyjai                         | Brave New Jersey                        | Lorraine Davison   |                  |

### Televízió
| Év        | Magyar cím                          | Eredeti cím                  | Szerep                    | Megjegyzések |
| --------- | ----------------------------------- | ---------------------------- | ------------------------- | ------------ |
| 1996–1997 |                                     | One Life to Live             | Herrick                   |              |
| 1998      | Esküdt ellenségek                   | Law & Order                  | Lana Madison              |              |
| 1999      |                                     | Chicks                       | Darcy                     | tévéfilm     |
| 1999      |                                     | Nearly Yours                 | Olivia Hammersmith        |              |
| 2000      |                                     | The Beat                     | Beatrice Felsen           | 2 epizód     |
| 2000–2001 |                                     | The $treet                   | Joanne Sacker             | 5 epizód     |
| 2003      |                                     | With You in Spirit           | Emily Burke               | tévéfilm     |
| 2006      | Esküdt ellenségek: Bűnös szándék    | Law & Order: Criminal Intent | Claire Quinn              | 1 epizód     |
| 2006–2008 |                                     | Twenty Good Years            | Stella                    | főszereplő   |
| 2008      |                                     | Puppy Love                   | Rikki                     | 1 epizód     |
| 2009      | Zűrös zsaruk                        | The Unusuals                 | Bridget Demopolis         | 3 epizód     |
| 2009–2011 | Író és kamuhős                      | Bored to Death               | Leah                      | főszereplő   |
| 2013      | Mennyei tippek                      | Save Me                      | Jenna Derring             | 7 epizód     |
| 2013      | Sherlock és Watson                  | Elementary                   | Chloe Butler              | 1 epizód     |
| 2014      | Zsaruvér                            | Blue Bloods                  | Mary nővér                | 1 epizód     |
| 2016      |                                     | World's End                  | ismeretlen szerep         | tévéfilm     |
| 2017      |                                     | Friends from College         | Anka Wexler               | 2 epizód     |
| 2017–2020 | Rejtjelek                           | Blindspot                    | Kathy Gustafson           | 5 epizód     |
| 2018      |                                     | Sneaky Pete                  | Trish                     | 2 epizód     |
| 2020      | A politikus                         | The Politician               | Mary Moskowitz McCutcheon | 1 epizód     |
| 2020      | Social Distance: Távol, mégis közel | Social Distance              | Deb                       | 1 epizód     |
| 2021      | Diane védelmében                    | The Good Fight               | Toni Hedger               | 1 epizód     |
| 2022      |                                     | Julia                        | Claire Foster             | 1 epizód     |

## Fordítás
- Ez a szócikk részben vagy egészben  a   Heather Burns című angol Wikipédia-szócikk fordításán alapul.  Az eredeti cikk szerkesztőit annak laptörténete sorolja fel. Ez a jelzés csupán a megfogalmazás eredetét és a szerzői jogokat jelzi, nem szolgál a cikkben szereplő információk forrásmegjelöléseként.